# Peugeot Partner II
 (mai 2023).
Pour les articles homonymes, voir Peugeot Partner.
Pour l’article homonyme, voir Citroën Berlingo.
Le Peugeot Partner II ou Citroën Berlingo II est une automobile produite par la marque Peugeot et Citroën depuis 2008. Il s'agit de la seconde génération du Peugeot Partner - Citroën Berlingo depuis 1996.

## Histoire
Les Berlingo II et Partner II sont développés entièrement par PSA sur la même plate forme que la Citroën C4 et la Peugeot 308. Ils bénéficient de moteurs plus puissants avec l'arrivée du HDi 110 chevaux FAP.
Il est produit en Espagne, au Portugal pour le marché européen. En 2008, PSA a annoncé le lancement d'une version rallongée produite en Espagne.
Au milieu des années 2010, des Partner II en kit NED sont assemblés au Kazakhstan afin d'alimenter le marché local.
En 2018, les Berlingo II et Partner II cessent d'être produits, au profit de la troisième génération.
En mars 2021, la production des Peugeot Partner et Citroën Berlingo de seconde génération reprend. En effet, PSA commence à assembler ces deux véhicules dans son usine de Kalouga. Dans le même temps est lancée la version Opel des Partner et Berlingo de seconde génération. Nommé Opel Combo (Combo Cargo pour l'utilitaire et Combo Life pour la version civile), ce véhicule est lui aussi assemblé à l'usine PSMA Rus de Kalouga.
À la suite de l'invasion russe de l'Ukraine, conduisant à des difficultés d'approvisionnement et à des sanctions des pays occidentaux, l'usine suspend complètement son activité en avril 2022, mettant de fait fin à la production du modèle.

## Versions

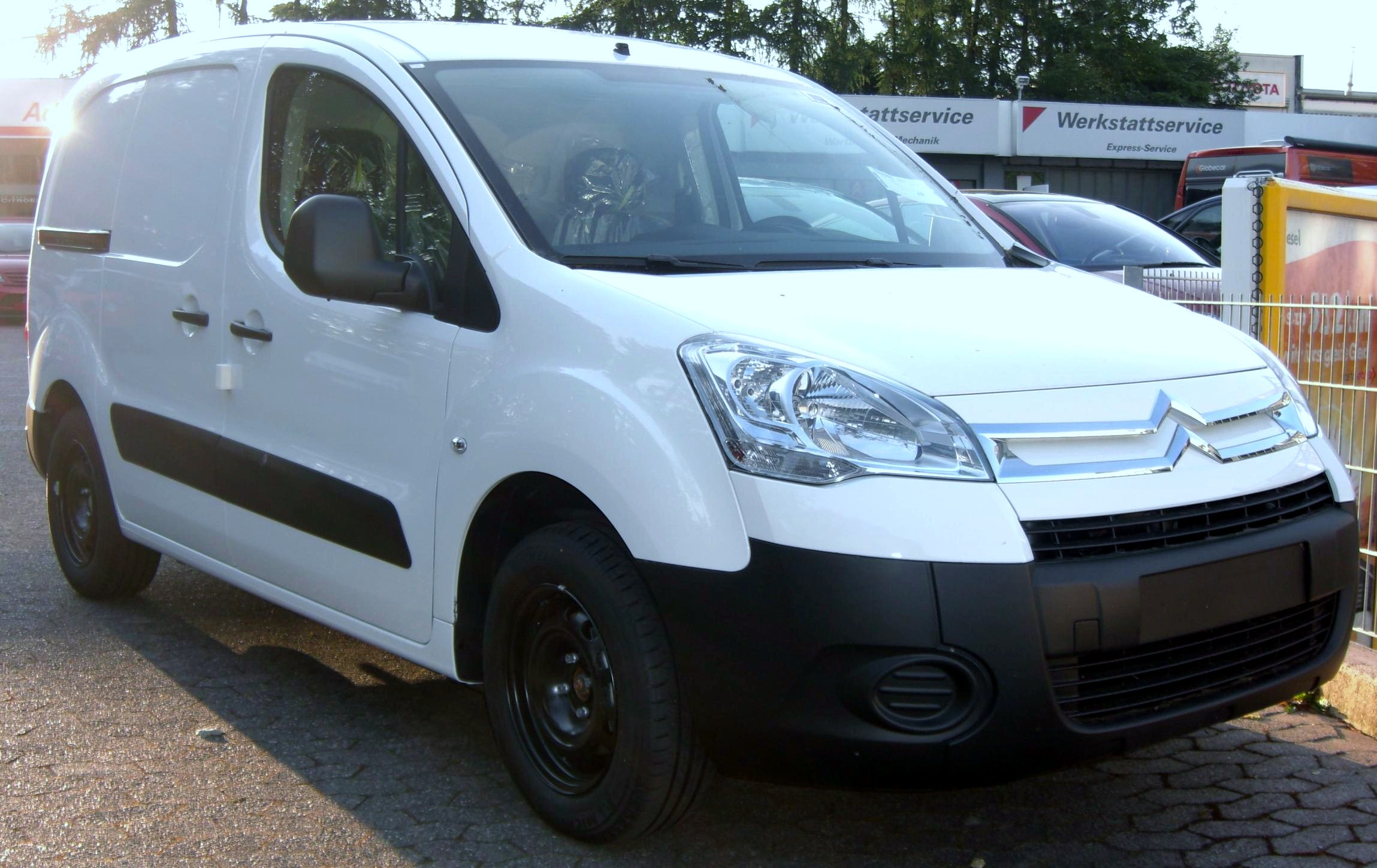
Citroën Berlingo Phase II Camionnette.

Tant chez Peugeot que chez Citroën, la version ludospace (appelée Partner Tepee chez Peugeot et Berlingo Multispace chez Citroën) dispose d'un équipement enrichi, particulièrement sur les versions au sommet de la gamme (aide au démarrage en côte, volant réglable en hauteur et en profondeur, hayon avec lunette ouvrante, trois sièges indépendants et déposables en rang 2, nouveau « Modutop » composé de nombreux rangements, d'aérations et de 4 vitrages tous implantés dans le pavillon...) et des pare-chocs ton caisse. Les rangements intérieurs sont particulièrement travaillés sur cette seconde génération, puisqu'en plus du Modutop, il y a des tiroirs sous les sièges avant, 2 coffres dans le plancher au pied des sièges arrière, un vide-poches au sommet du tableau de bord côté conducteur, une boite à gants réfrigérée (pour les modèles équipés de la climatisation), des tablettes avec porte-gobelet au dos des sièges avant.
La version utilitaire offre un grand espace de chargement (3,3 m3, jusqu’à 850 kg de charge utile et 1,8 m de longueur utile) pouvant accueillir deux palettes de type Euro dans le sens de la largeur. Il peut aussi disposer d’une cabine modulable permettant de transporter des charges mesurant jusqu’à 3 mètres de long et d’étendre son volume utile à 3,7 m3 ou d’accueillir trois personnes à l’avant. Le Berlingo utilitaire peut aussi proposer une ou deux portes coulissantes latérales pour faciliter le chargement.

## Finitions et moteurs
Le Berlingo dispose de cinq moteurs et de quatre niveaux de finitions :
- Bivouac : C'est l'entrée de gamme. Il propose une roue de secours homogène, ABS+REF+AFU, deux airbags frontaux, une direction à assistance variable, une banquette arrière 40/60 rabattable, trois fixations Isofix (deux à l'arrière et une à l'avant), une capucine, une porte latérale coulissante droite, des rétroviseurs rabattables manuellement, un tapis moquette en rang 1 et 2, un tapis de coffre en PVC, des vitres entrebâillables en rang 2, des vitres teintées, un pré-équipement système audio, des jantes de 15 pouces et un volet arrière.
- Options : Peinture métallisée, filet de retenue charges hautes, capucine + deux barres de chargement intérieur, girafon, deux portes latérales coulissantes droite et gauche, système audio CD RDS 6HP MP3, deux portes arrière battantes vitrées.

Moteurs disponibles avec cette finition : 1.6i 16v 90 ch et 1.6 HDi 75 ch.
- Multispace : C'est la deuxième finition du Berlingo. Il propose les équipements évoqués ci-dessus ajoutés à un coussin gonflable de sécurité thorax latéraux en rang 1, pack confort et sécurité, des rétroviseurs électriques, deux portes latérales coulissantes droite et gauche, un siège conducteur réglable en hauteur et un tapis de coffre en moquette.

Par contre, le tapis de coffre en PVC disparaît.
- Options : Peinture métallisée, filet de retenue charges hautes, pack enfant, régulateur/limiteur de vitesse, capucine + deux barres de chargement intérieur, modutop, rétroviseurs extérieurs électriques, pack clim/CD, kit mains libres Bluetooth, système audio CD RDS 6HP MP3.

Moteurs disponibles avec cette finition : 1.6i 16v 90 ch, 1.6 HDi 75 ch et 1.6 HDi 92 ch
- XTR : Cette finition "tout-chemin" propose les équipements des finitions Bivouac et Multispace ajoutés à des éléments de style extérieurs, des antibrouillards, une capucine avec deux barres de chargement intérieur, trois sièges arrière indépendants, un siège conducteur réglable en hauteur et des jantes de 16 pouces. Cependant, les essuies-vitres intermittents disparaissent. Il n'a toujours que deux roues motrices et non quatre comme la version du préparateur Dangel (Berlingo Trek). De son côté, Peugeot propose le Partner Teepee Outdoor sur la même base.

- Options : Peinture métallisée, ESP, filet de retenue charges hautes, radars de recul, régulateur/limiteur de vitesse, modutop, rétroviseurs extérieurs électriques, kit mains libres Bluetooth, système audio CD RDS 6HP MP3, volet arrière et lunette ouvrante.

Moteurs disponibles avec cette finition : 1.6i 16v, 1.6 HDi 92 ch et 1.6 HDi 110 ch FAP.
- Multispace Pack : C'est le haut de gamme. Il propose les équipements ci-dessus avec, en plus, des airbags rideaux, un pack enfant, un pare-brise athermique, un régulateur/limiteur de vitesse, un volant en cuir, une capucine, un système audio CD RDS 6HP MP3, des jantes de 15 pouces et un volet arrière accompagné d'une lunette ouvrante.

D'autre équipements disparaissent : les deux barres de chargement intérieur et les jantes de 16 pouces.
- Options : Peinture métallisée, ESP, filet de retenue charges hautes, supercondamnation, jantes alliage de 16 pouces avec détecteur de sous-gonflage, radars de recul, capucine + deux barres de chargement intérieur, modutop, kit mains libres Bluetooth.

Moteurs disponibles avec cette finition : 1.6i 16v, 1.6 HDi 92 ch et 1.6 HDi 110 ch FAP.

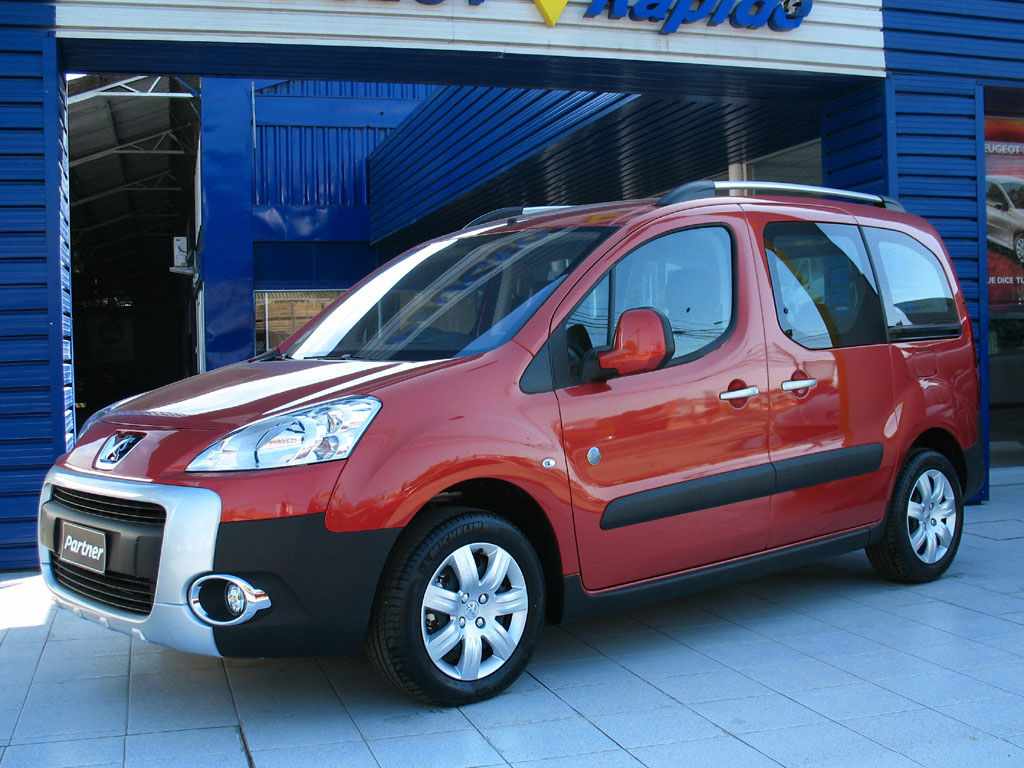
Partner II Outdoor Tepee Phase 1
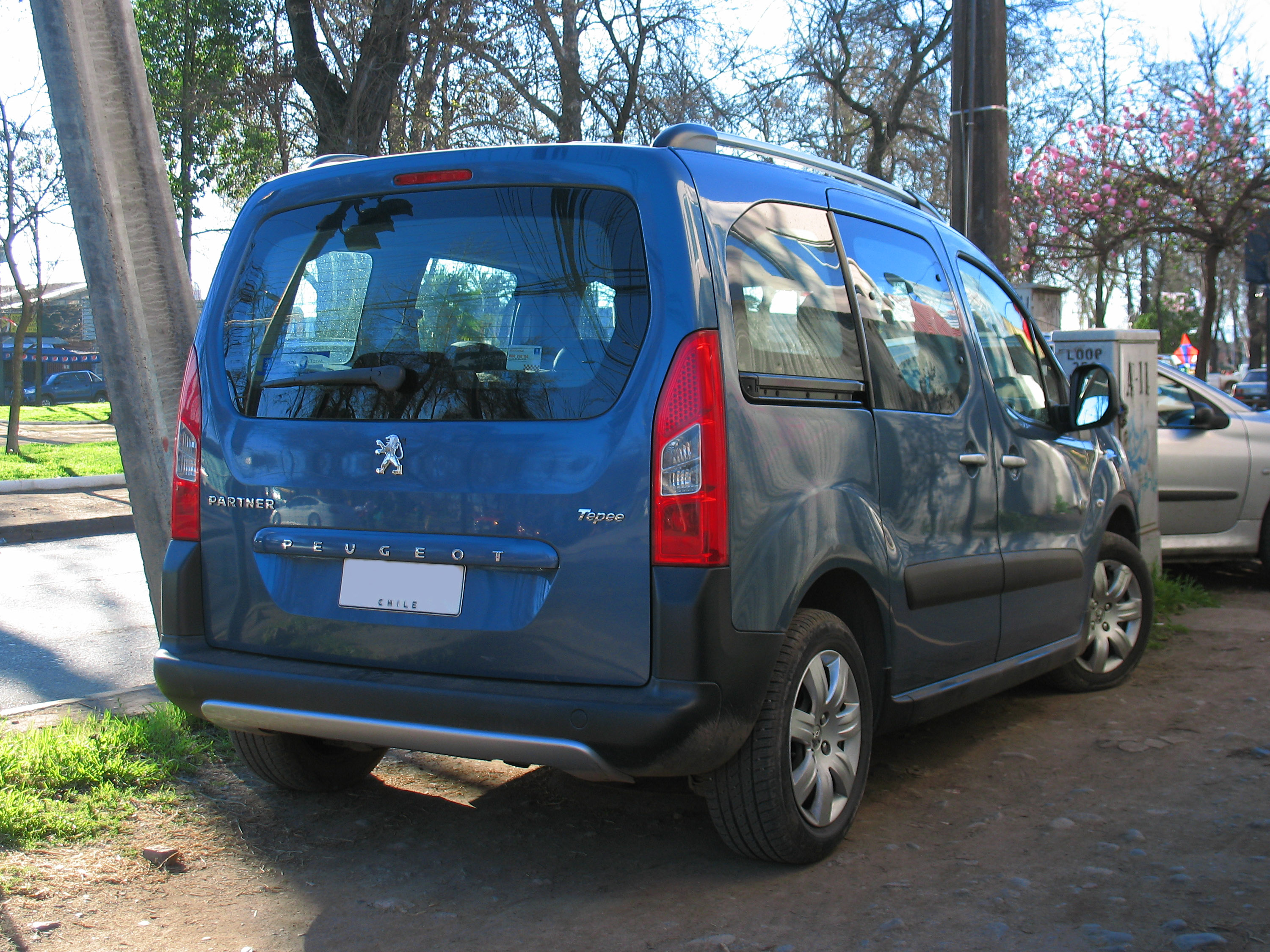
Partner II Outdoor Tepee Phase 1
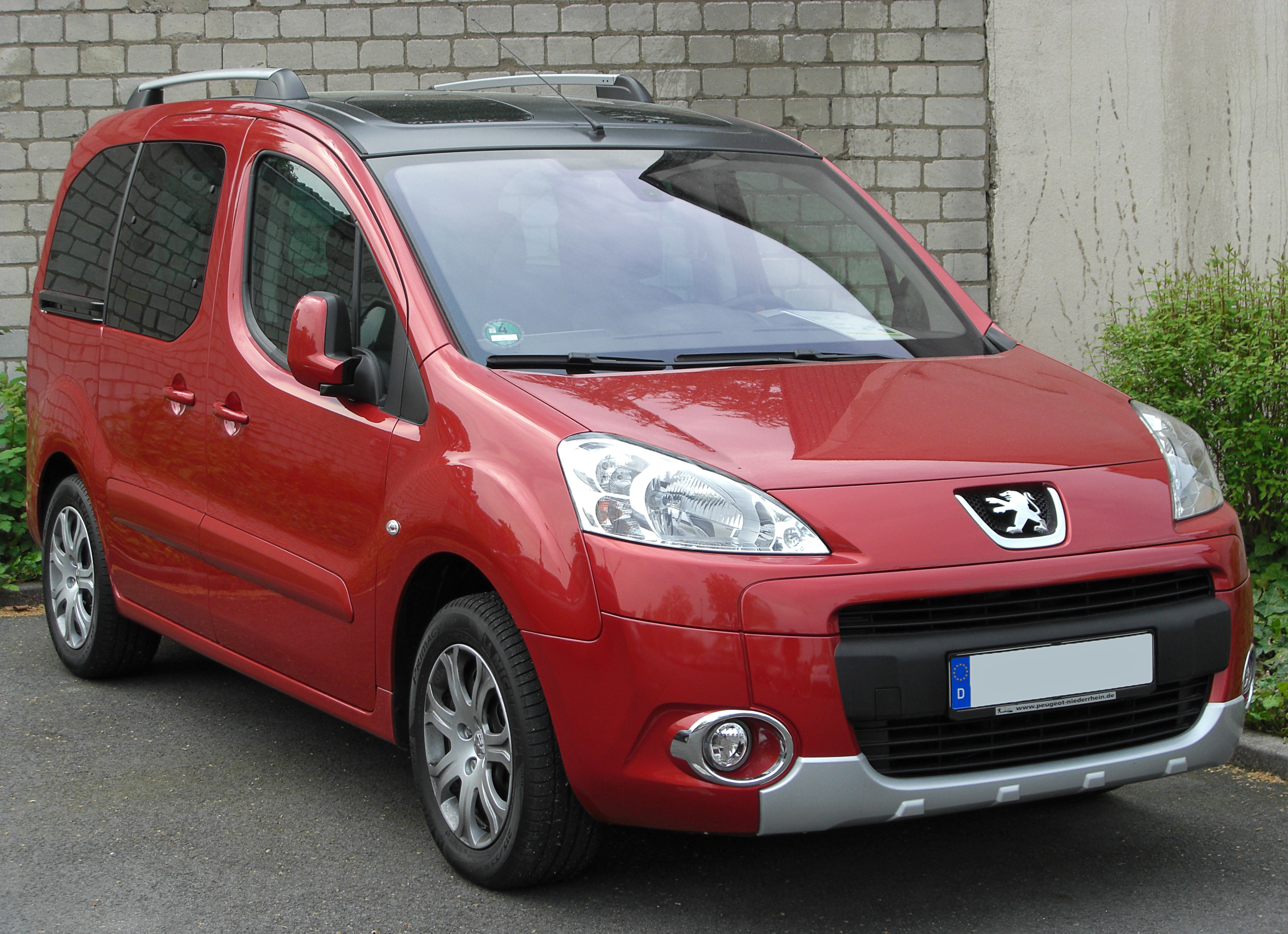
Partner II Tepee Phase 1
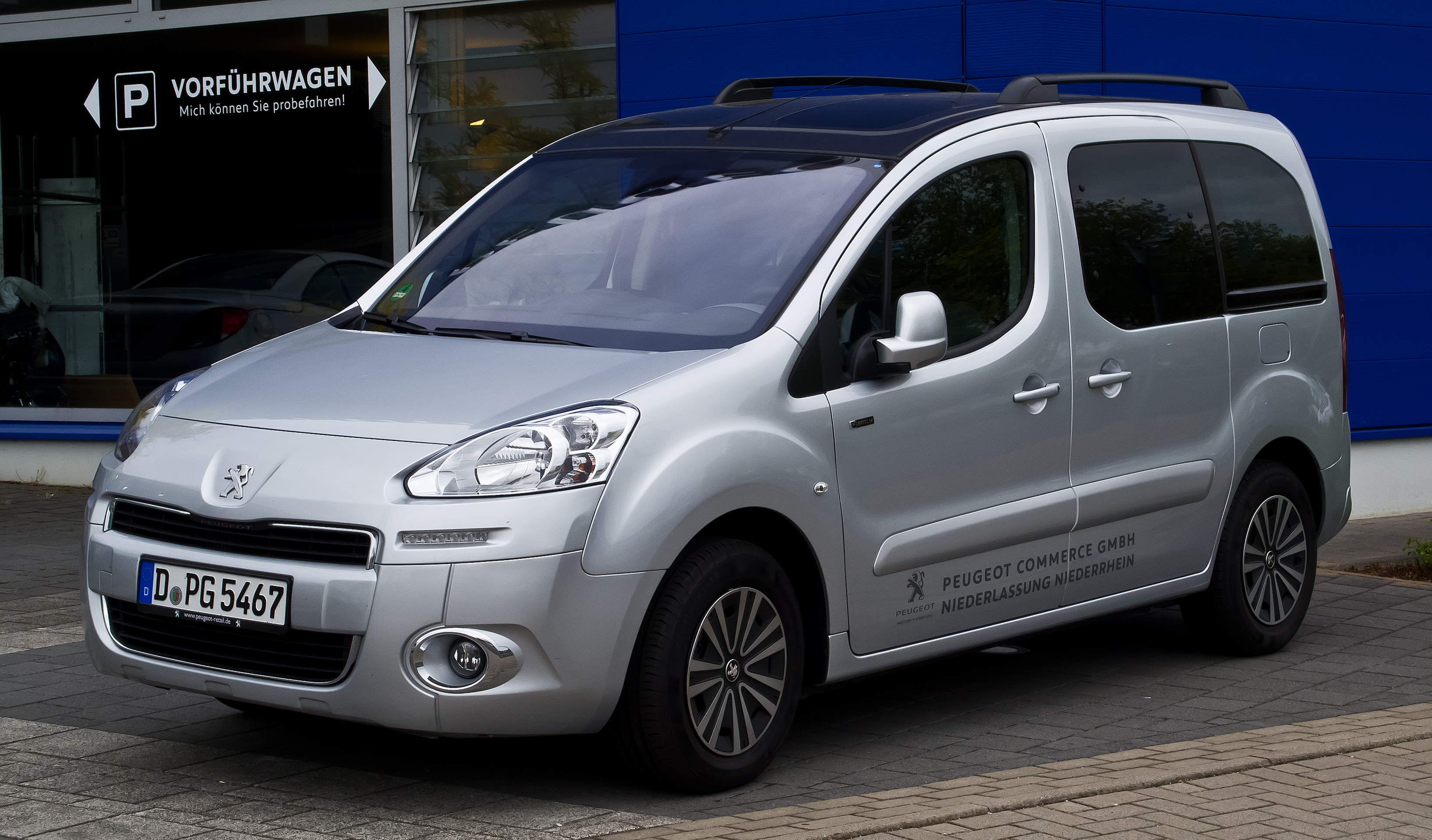
Partner II Tepee Phase 2
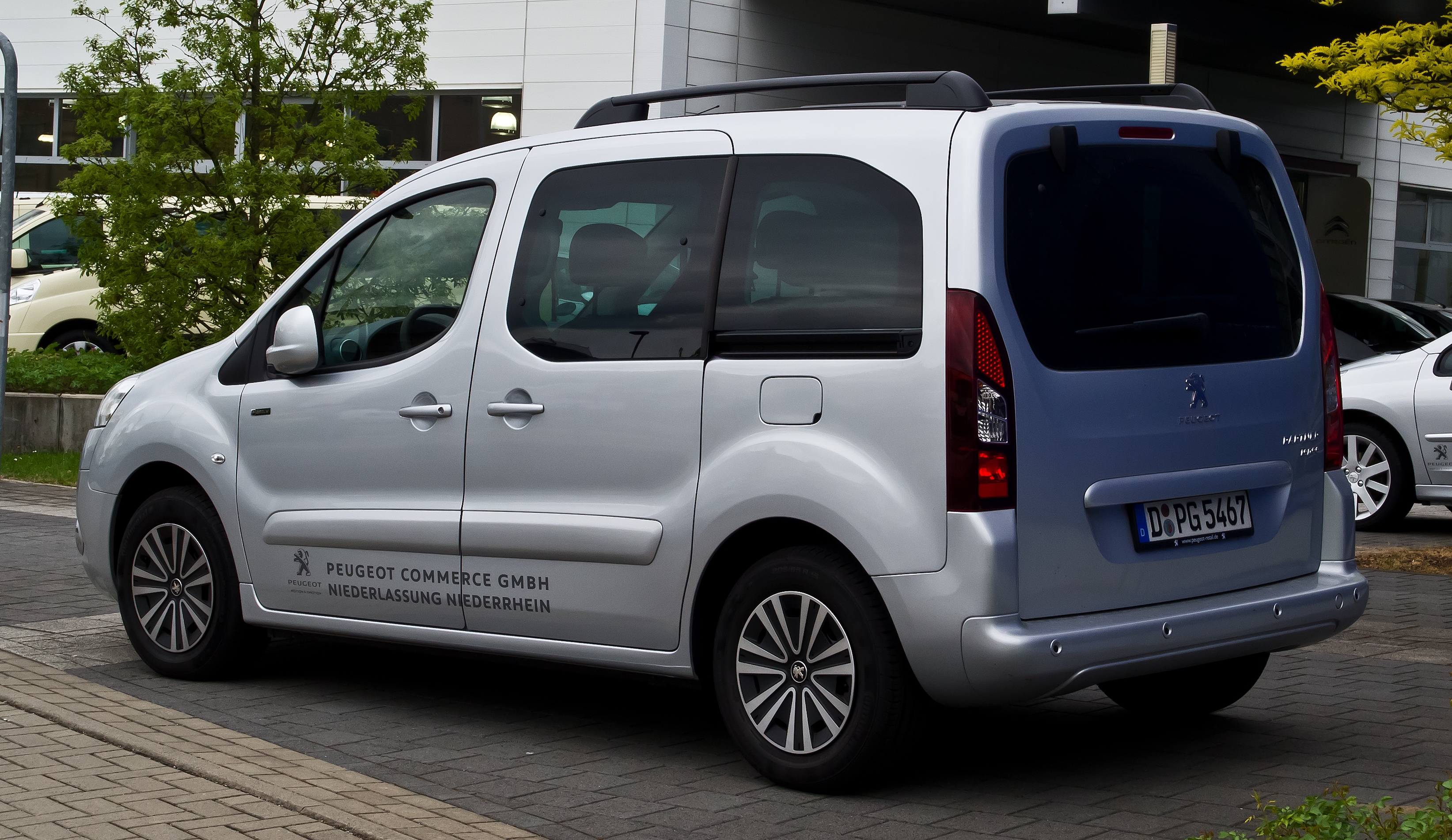
Partner II Tepee Phase 2
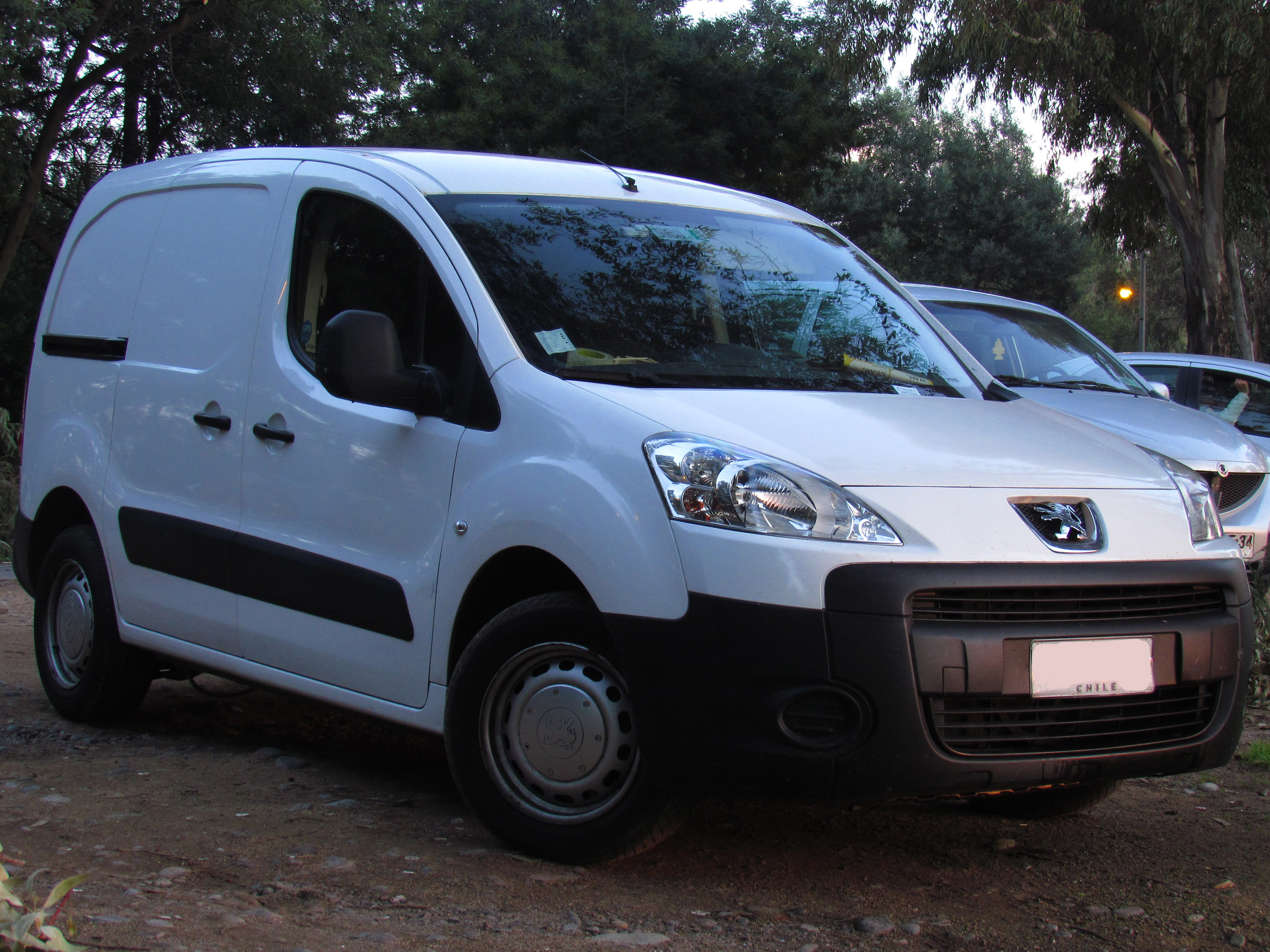
Partner II Utilitaire Phase 1
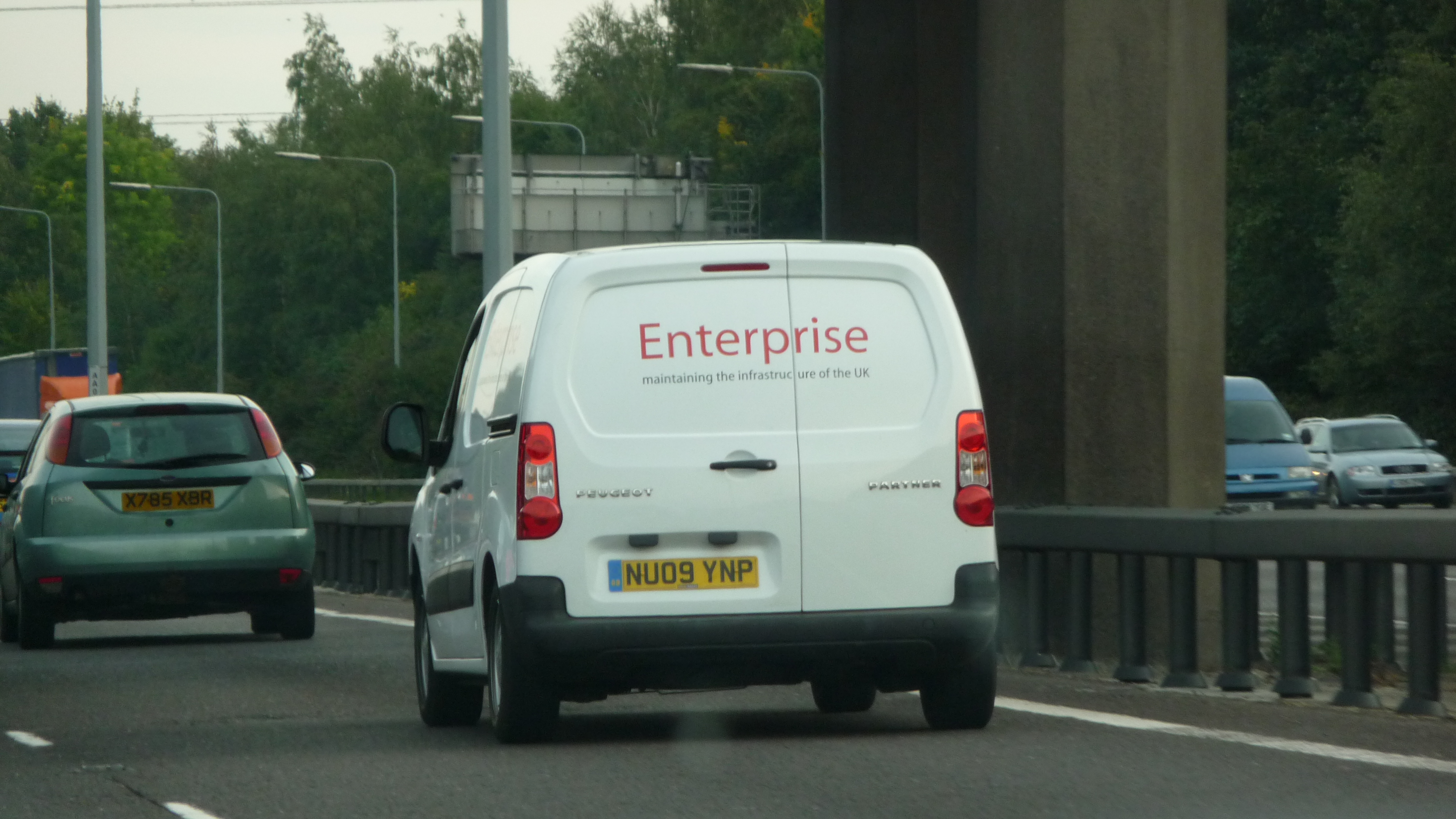
Partner II Utilitaire Phase 1
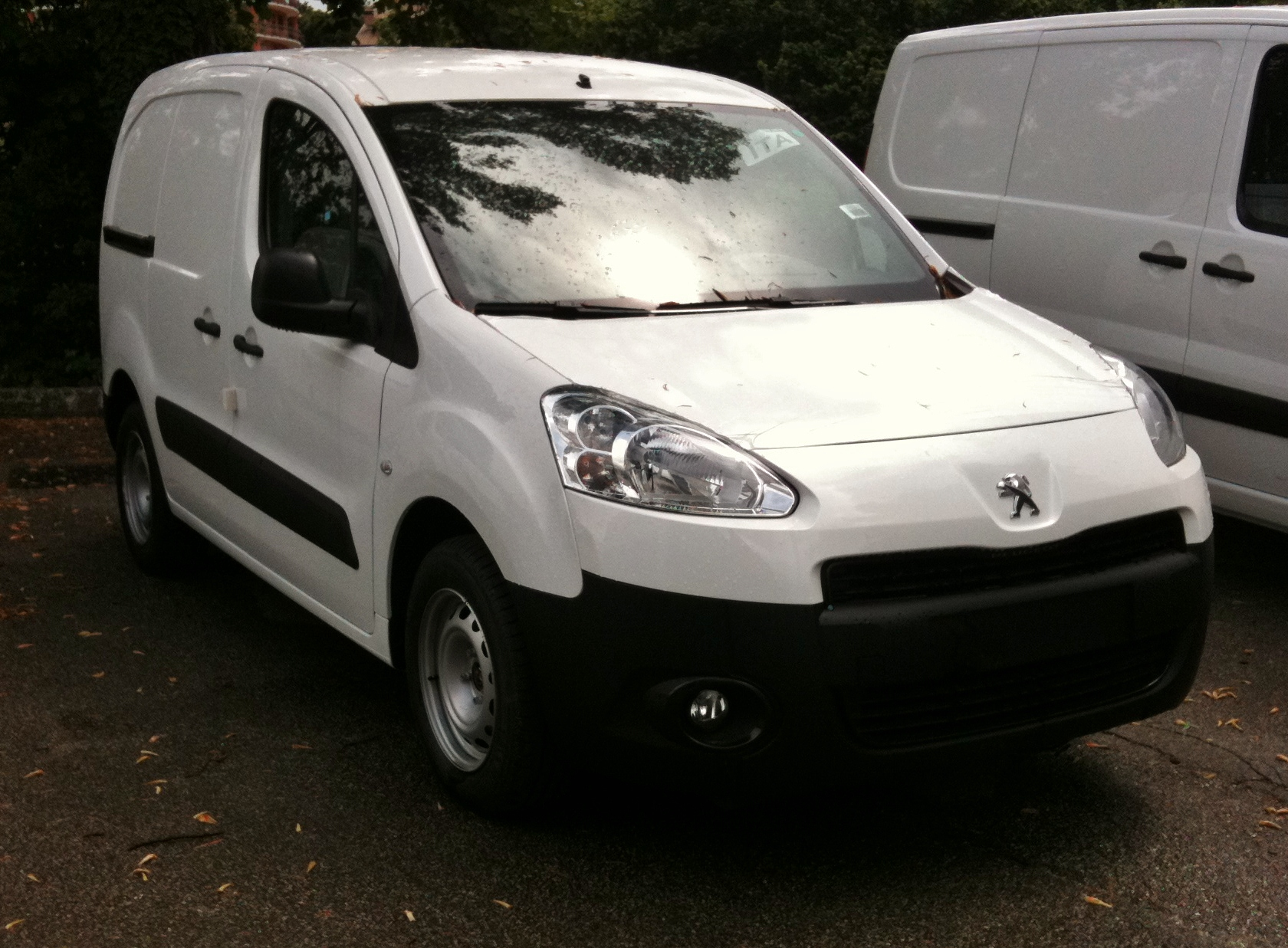
Partner II Utilitaire Phase 2
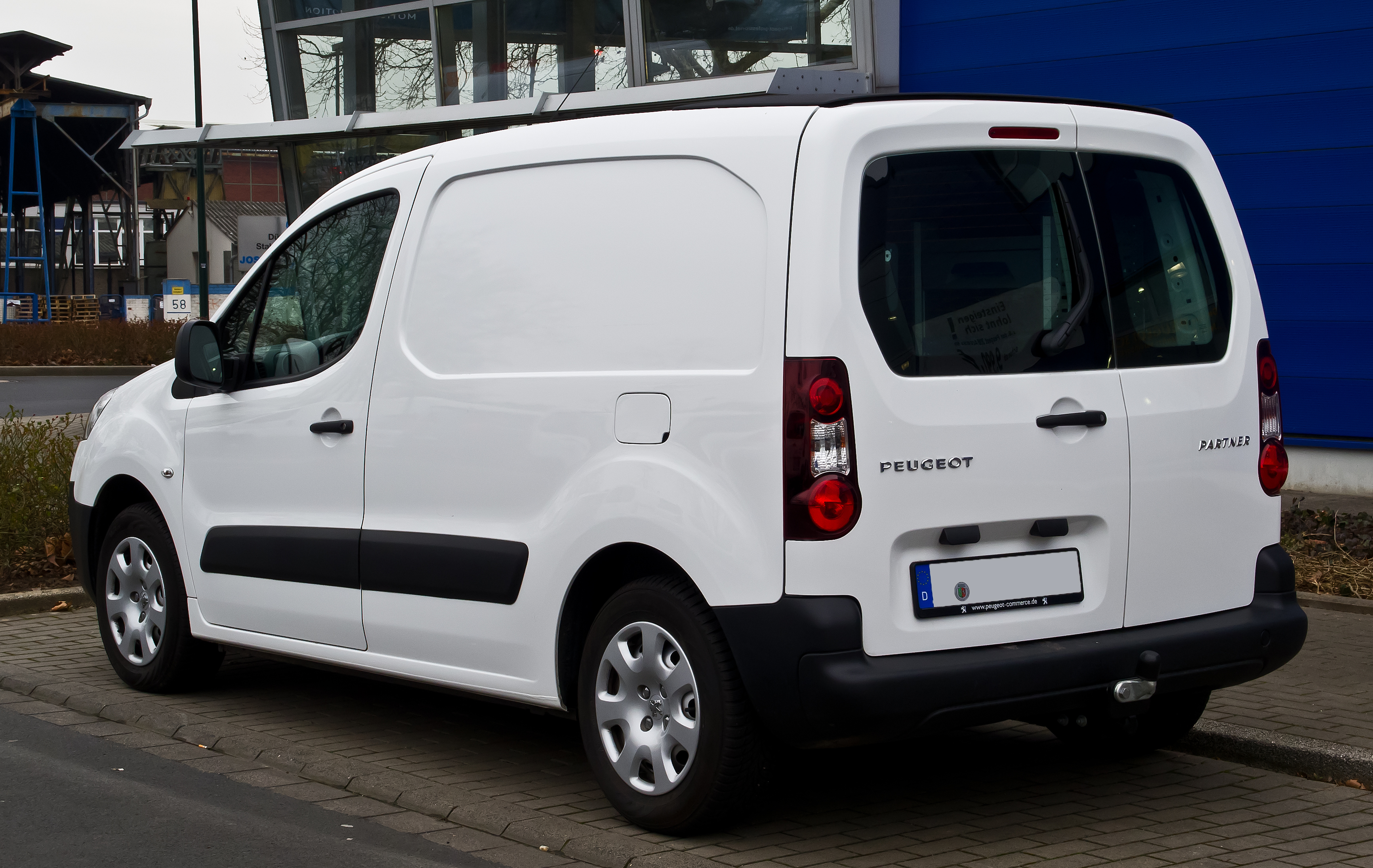
Partner II Utilitaire Phase 2
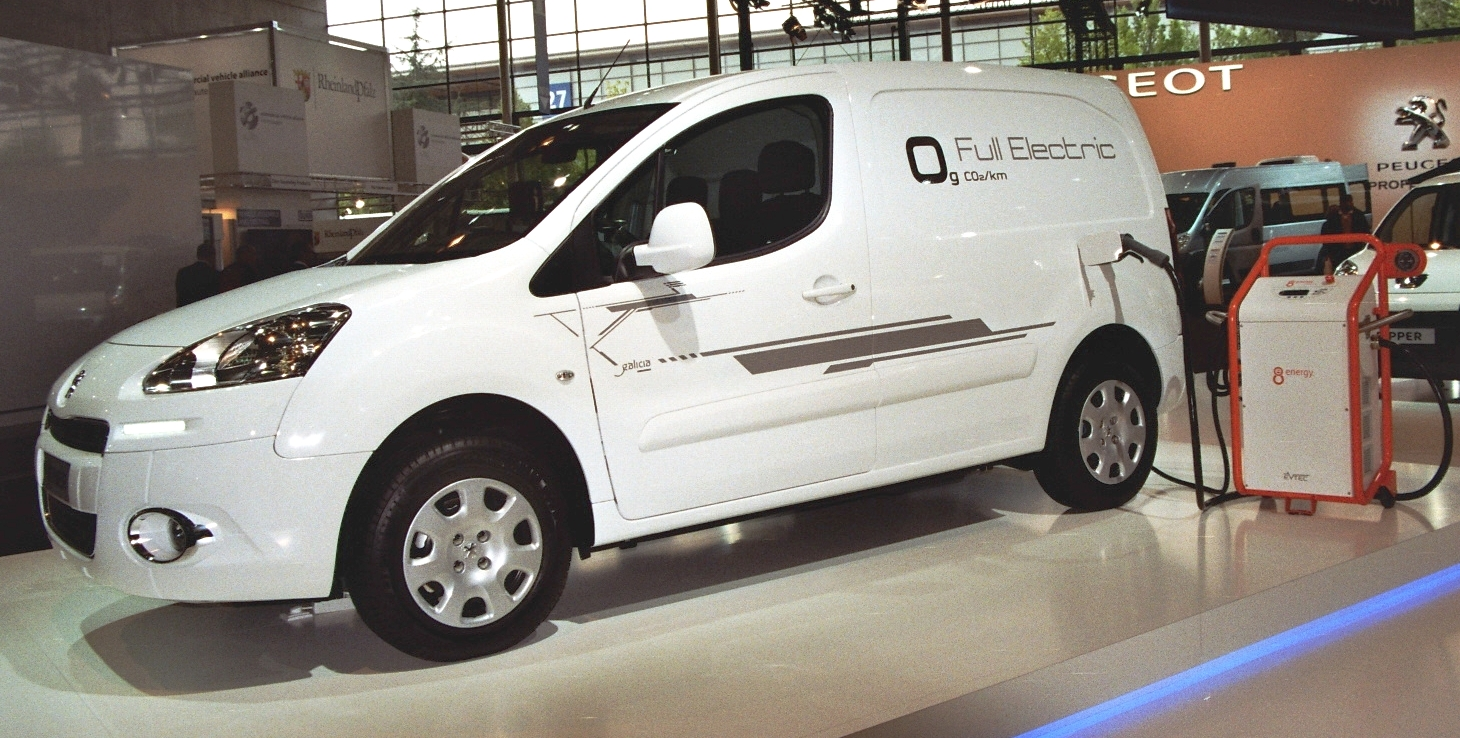
Partner II Electrique Phase 2

## Fiche technique

### Évolution

#### Phase 1

##### Diesel
- 1.6 HDi 75/90/110

##### Essence
- 1.6 16V 90/110

##### Electrique
- 49 kW

#### Phase 2

##### Diesel
- Le 1.6 HDi 75 est maintenu
- Le 1.6 HDi 90 est remplacé par le 1.6 HDi 92
- Le 1.6 HDi 110 est remplacé par le 1.6 HDi 112 puis par le 1.6 HDi 115

##### Essence
- Le 1.6 16v 90 est remplacé par le 1.4 VTi 95
- Le 1.6 16v 110 est remplacé par le VTi 120

##### Electrique
- La version Électrique est maintenue

#### Phase 3

##### Diesel
En 2015, en plus du restylage tous les moteurs sont remplacés et conformes à la nouvelle norme euro 6.
- Le 1.6 HDi 75/92/115 est remplacé par le 1.6 BlueHDi 75/100/120

##### Essence
- Le 1.4 VTi 95 et le 1.6 VTi 120 sont remplacés par le 1.6 VTi 98 puis par le 1.2 PureTech 110

##### Électrique
- La version électrique est maintenue

### Performances
| Motorisations Diesel                                   | 1.6 HDi 75                                 | 1.6 BlueHDi 75                             | 1.6 e-HDi 90                               | 1.6 HDi 90                                 | 1.6 BlueHDi 100                            | 1.6 HDi 110                                | 1.6 HDi 112                                | 1.6 BlueHDi 120                            |
| Type                                                   | 4 cylindres 16s en ligne transversal turbo | 4 cylindres 16s en ligne transversal turbo | 4 cylindres 16s en ligne transversal turbo | 4 cylindres 16s en ligne transversal turbo | 4 cylindres 16s en ligne transversal turbo | 4 cylindres 16s en ligne transversal turbo | 4 cylindres 16s en ligne transversal turbo | 4 cylindres 16s en ligne transversal turbo |
| Cylindrée (cm3)                                        | 1 560                                      | 1 560                                      | 1 560                                      | 1 560                                      | 1 560                                      | 1 560                                      | 1 560                                      | 1 560                                      |
| Puissance maxi. (ch. - tr/min)                         | 75 à 4 000                                 | 75 à 4 000                                 | 90 à 4 000                                 | 90 à 4 000                                 | 102 à 3 500                                | 110 à 4 000                                | 112 à 3600                                 | 120 à 3 500                                |
| Couple maxi. (N m - tr/min)                            | 185 à 1 750                                | 233 à 1 750                                | 215-230 à 1 750                            | 215-230 à 1 750                            | 254 à 1 750                                | 240-270 à 1 750                            | 270-280 à 1750                             | 300(320) à 1 750                           |
| Boîte de vitesses                                      | BVM5                                       | BVM5                                       | BMP6                                       | BVM5/ETG6                                  | BVM/EAT6                                   | BVM5/BMP6/ETG6                             | BVM5                                       | BVM6                                       |
| Transmission                                           | aux roues avant                            | aux roues avant                            | aux roues avant                            | aux roues avant                            | aux roues avant                            | aux roues avant                            | aux roues avant                            | aux roues avant                            |
| Poids (kg)                                             | 1 407                                      | 1 374                                      | 1 429                                      | 1 407 à 1 429                              | 1 374 à 1 399                              | 1 429                                      | 1422                                       | 1 398                                      |
| 0 à 100 km/h (s)                                       | 17,1                                       | 17,5                                       | 17,5                                       | 14,3                                       | 14,3/15,5                                  | 12,5                                       | 11.5                                       | 12,9                                       |
| Vitesse maxi. (km/h)                                   | 150                                        | 156                                        | 165                                        | 160                                        | 163/165                                    | 173                                        | 170                                        | 173                                        |
| Consommations (L/100 km) Extra-urbaine/ urbaine/ mixte | 4,8/6,2/5,3                                | 3,9/5,1/4,3                                | 4,5/5,1/4,8                                | 5/7/5,7 (4,8/6,2/5,3)                      | 4,1/4,3/4,2 4,3/4,8/4,3                    | 4,9/6,8/5,6                                | 4.8/6.5/4.5                                | 3,9/4,8/4,3                                |
| Émissions de CO2 (g/km)                                | 150                                        | 110                                        | 125                                        | 150 (140)                                  | 106109/115                                 | 147                                        | 137                                        | 113                                        |
| Années de production                                   | 2008 - 2015                                | 2015 -                                     | 2011 - 2015                                | 2008 - 2015                                | 2015 -                                     | 2008 - 2015                                | 2011-2013                                  | 2015 -                                     |

| Motorisations Essence                                  | 1.4 VTi                              | 1.6i 16 V                            | 1.6i 16 V                            | 1.6 VTi                              | 1.6 VTi                              | THP 110         |
| Type                                                   | 4 cylindres 16s en ligne transversal | 4 cylindres 16s en ligne transversal | 4 cylindres 16s en ligne transversal | 4 cylindres 16s en ligne transversal | 4 cylindres 16s en ligne transversal | 3 cylindres     |
| Cylindrée (cm3)                                        | 1 397                                | 1 598                                | 1 587                                | 1 598                                | 1 598                                | 1 199           |
| Puissance maxi. (ch. - tr/min)                         | 98 à 6 000                           | 90 à 6 000                           | 110 à 5 800                          | 98 à 6 000                           | 120 à 6 000                          | 110 à 5 000     |
| Couple maxi. (N m - tr/min)                            | 152 à 3 500                          | 132 à 2 500                          | 147 à 4 000                          | 152 à 3 500                          | 160 à 4 250                          | 205 à 1 500     |
| Boîte de vitesses                                      | BVM5                                 | BVM5                                 | BVM5                                 | BVM5                                 | BVM5                                 | BVM5            |
| Transmission                                           | aux roues avant                      | aux roues avant                      | aux roues avant                      | aux roues avant                      | aux roues avant                      | aux roues avant |
| Poids (kg)                                             | 1 320                                | 1 397                                | 1 427                                | 1 550                                | 1 405                                | 1 395           |
| 0 à 100 km/h (s)                                       | 13,7                                 | 15,3                                 | 13,5                                 | 12,8                                 | 12,0                                 | 12,2            |
| Vitesse maxi. (km/h)                                   | 162                                  | 160                                  | 170                                  | 166                                  | 177                                  | 177             |
| Consommations (L/100 km) Extra-urbaine/ urbaine/ mixte | 5,3/9,2/6,7                          | 6,8/10,8/8,2                         | 6,8/10,8/8,2                         | 5,3/8,2/6,4                          | 6/9,6/7,3                            | 4,6/6/5,1       |
| Émissions de CO2 (g/km)                                | 155                                  | 195                                  | 195                                  | 148                                  | 169                                  | 119             |
| Années de production                                   | 2008 - 2015                          | 2008 - 2010                          | 2008-2009                            | 2015 -                               | 2009 -                               | 2016 -          |

| Motorisations Électrique                               | Électrique       |
| Type                                                   | NC               |
| Cylindrée (cm3)                                        | -                |
| Puissance maxi. (ch. - tr/min)                         | 67 (49 kW)       |
| Couple maxi. (N m - tr/min)                            | 200 de 0 à 1 500 |
| Boîte de vitesses                                      | Auto             |
| Transmission                                           | aux roues avant  |
| Poids (kg)                                             | 1 530            |
| 0 à 100 km/h (s)                                       | 18,7             |
| Vitesse maxi. (km/h)                                   | 110              |
| Consommations (L/100 km) Extra-urbaine/ urbaine/ mixte | 0                |
| Émissions de CO2 (g/km)                                | 0                |
| Années de production                                   | 2008 -           |

### Concept car

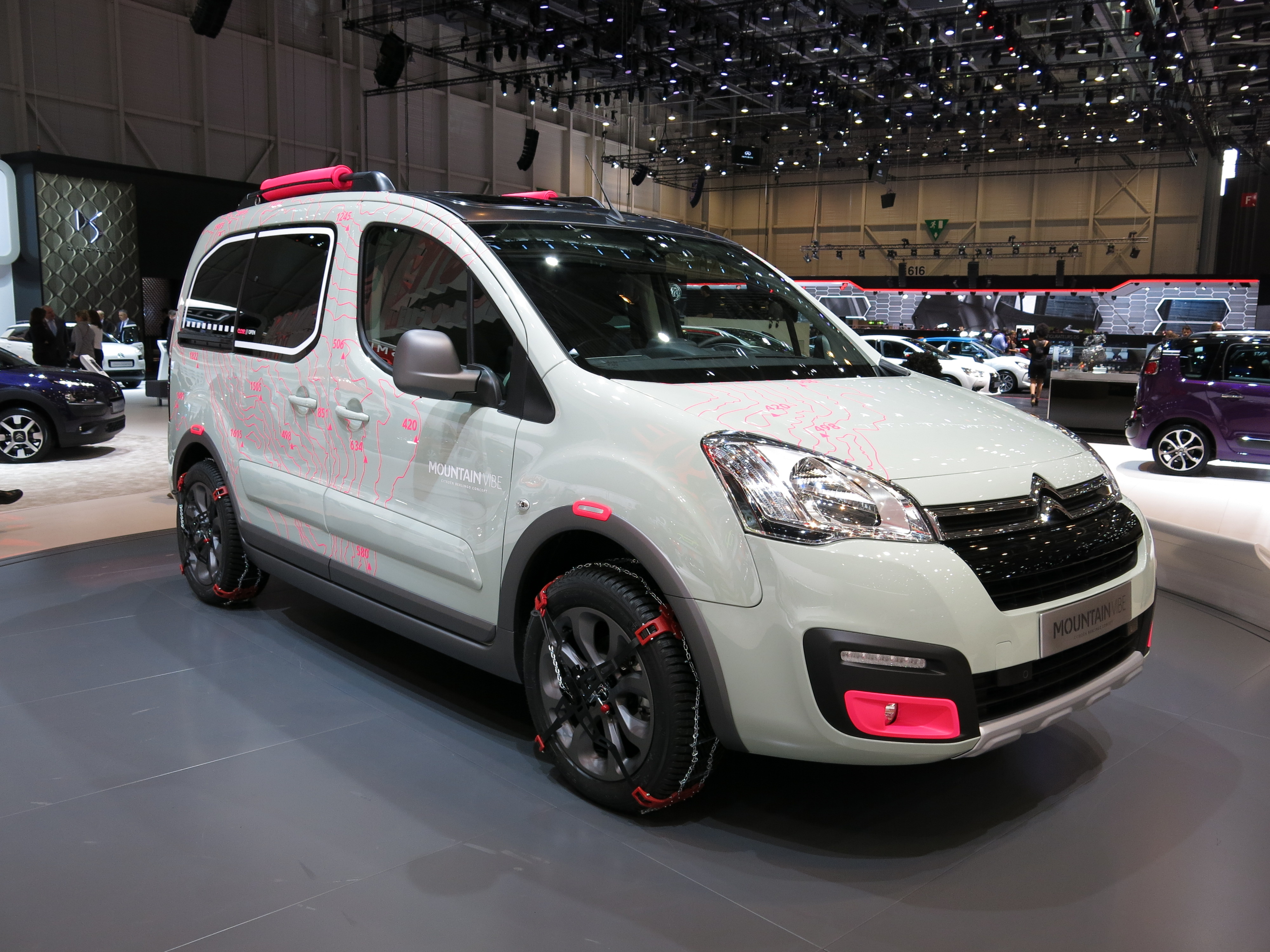
Citroën Berlingo Moutain Vibe Concept

Au Salon de l'automobile de Genève 2015, Citroën présente un show car sur la base du Berlingo XTR, appelé Citroën Berlingo Mountain Vibe Concept.

## Version électrique
Le modèle utilitaire était déjà proposé en version électrique sous le nom de Berlingo Electric quatre ans avant la version Multispace. Il avait été présenté à Birmingham en avril 2013.
PSA dévoile au Salon de Genève 2017 une version électrique de son modèle familial, dotée d'un moteur de 67 ch pour un couple de 200 N m et d'une batterie Li-ion de 22,5 kWh. Destinée aux passagers, elle arrivera en mai 2017.